# Draparnaudia
Die Gattung Draparnaudia ist die einzige Gattung der Familie Draparnaudiidae aus der Unterordnung der Landlungenschnecken (Stylommatophora). Die sechs Arten der Gattung bzw. Familie sind in Neukaledonien und auf den Neuen Hebriden beheimatet. Die Gattung ist nach Jacques Philippe Raymond Draparnaud benannt.

## Merkmale
Die Gehäuse sind linksgewunden und von mittlerer Größe. Die Gehäuseform reicht von konisch bis kugelig. Der Mündungsrand ist immer mehr oder weniger zurückgebogen. Der Kiefer ist halbmondförmig mit nur geringer senkrechter Streifung. Die Sohle weist eine mediane Grube auf. Die Niere ist relativ lang mit offenen Harnleitern (Uretern). Im zwittrigen Genitalapparat besitzt der Penis nur ein kurzes bis sehr kurzes Flagellum. Der Penisretraktor setzt oberhalb des Flagellums an. Die vergleichsweise lange Prostata weist viele Azini auf. Der Samenleiter zweigt in einiger Entfernung von der Albumindrüse an. Der Spermovidukt ist von mittlerer Länge.

## Vorkommen, Lebensweise und Verbreitung
Die Arten der Gattung Draparnaudia kommen nur in Neukaledonien und den Neuen Hebriden (Vanuatu) vor. Das Vorkommen auf Vanuatu wird sogar auf anthropogene Verschleppung zurückgeführt.

## Systematik
Die Gattung umfasst lediglich sechs Arten:
- Draparnaudia michaudi Montrouzier, 1859
- Draparnaudia anniae Tillier & Mordan, 1995
- Draparnaudia subnecata Tillier & Mordan, 1995
- Draparnaudia gassiesi Pilsbry, 1902
- Draparnaudia walkeri Sykes, 1903
- Draparnaudia singularis (Pfeiffer, 1855)